# Сен-Кристо (Жер)
Сен-Кристо́ (фр. Saint-Christaud) — коммуна во Франции, находится в регионе Юг — Пиренеи. Департамент — Жер. Входит в состав кантона Монтескью. Округ коммуны — Миранд.
Код INSEE коммуны — 32367.

## География
Коммуна расположена приблизительно в 620 км к югу от Парижа, в 100 км западнее Тулузы, в 29 км к юго-западу от Оша.

## Климат
Климат умеренно-океанический. Лето жаркое и немного дождливое, температура часто превышает 35 °С. Зимой часто бывает отрицательная температура и ночные заморозки. Годовое количество осадков — 700—900 мм.

## Население
Население коммуны на 2010 год составляло 75 человек.
| 1962 | 1968 | 1975 | 1982 | 1990 | 1999 | 2010 |
| ---- | ---- | ---- | ---- | ---- | ---- | ---- |
| 150  | 136  | 130  | 100  | 112  | 90   | 75   |

## Администрация
| Период | Период | Фамилия          | Партия | Примечания |
| ------ | ------ | ---------------- | ------ | ---------- |
| 2001   | 2014   | Кристоф Капдеком |        |            |
| 2014   | 2020   | Клод Дезангль    |        |            |

## Экономика
В 2010 году среди 42 человек трудоспособного возраста (15-64 лет) 29 были экономически активными, 13 — неактивными (показатель активности — 69,0 %, в 1999 году было 73,3 %). Из 29 активных жителей работали 27 человек (15 мужчин и 12 женщин), безработных было 2 (1 мужчина и 1 женщина). Среди 13 неактивных 1 человек был учеником или студентом, 9 — пенсионерами, 3 были неактивными по другим причинам.

## Достопримечательности
- Церковь Св. Христофора (XII век). Исторический памятник с 1942 года[4]

## Фотогалерея

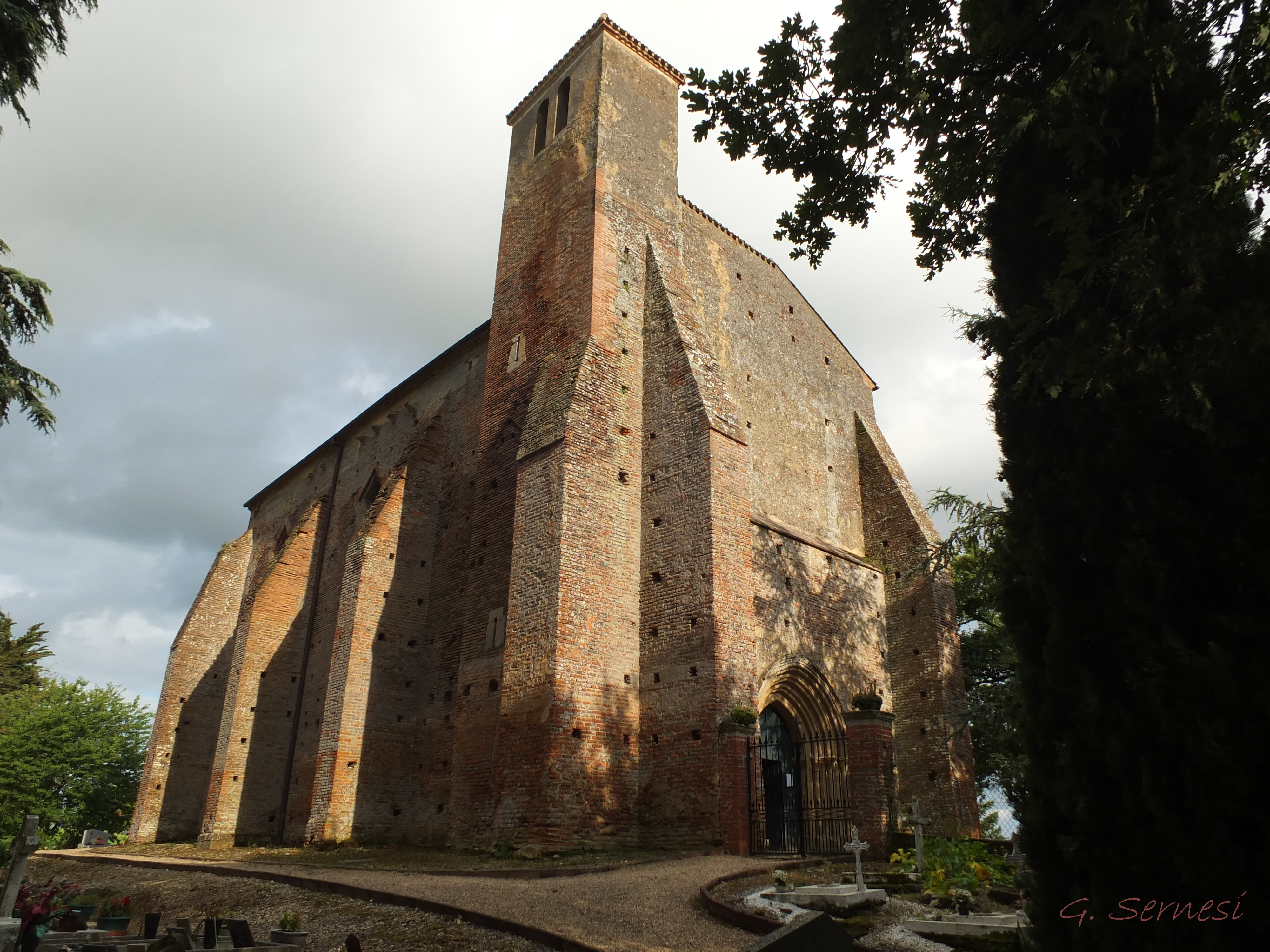
Церковь Св. Христофора
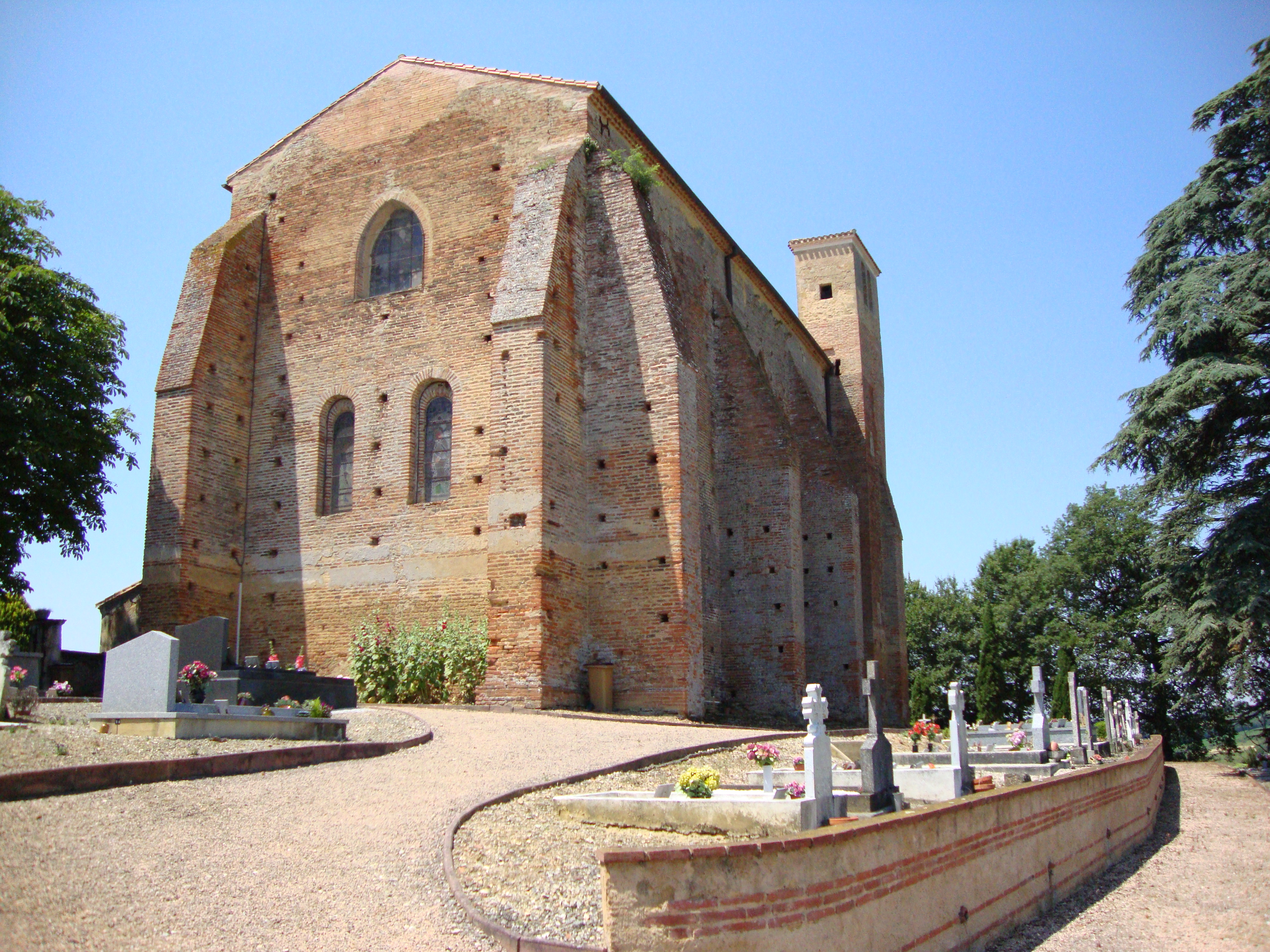
Церковь Св. Христофора
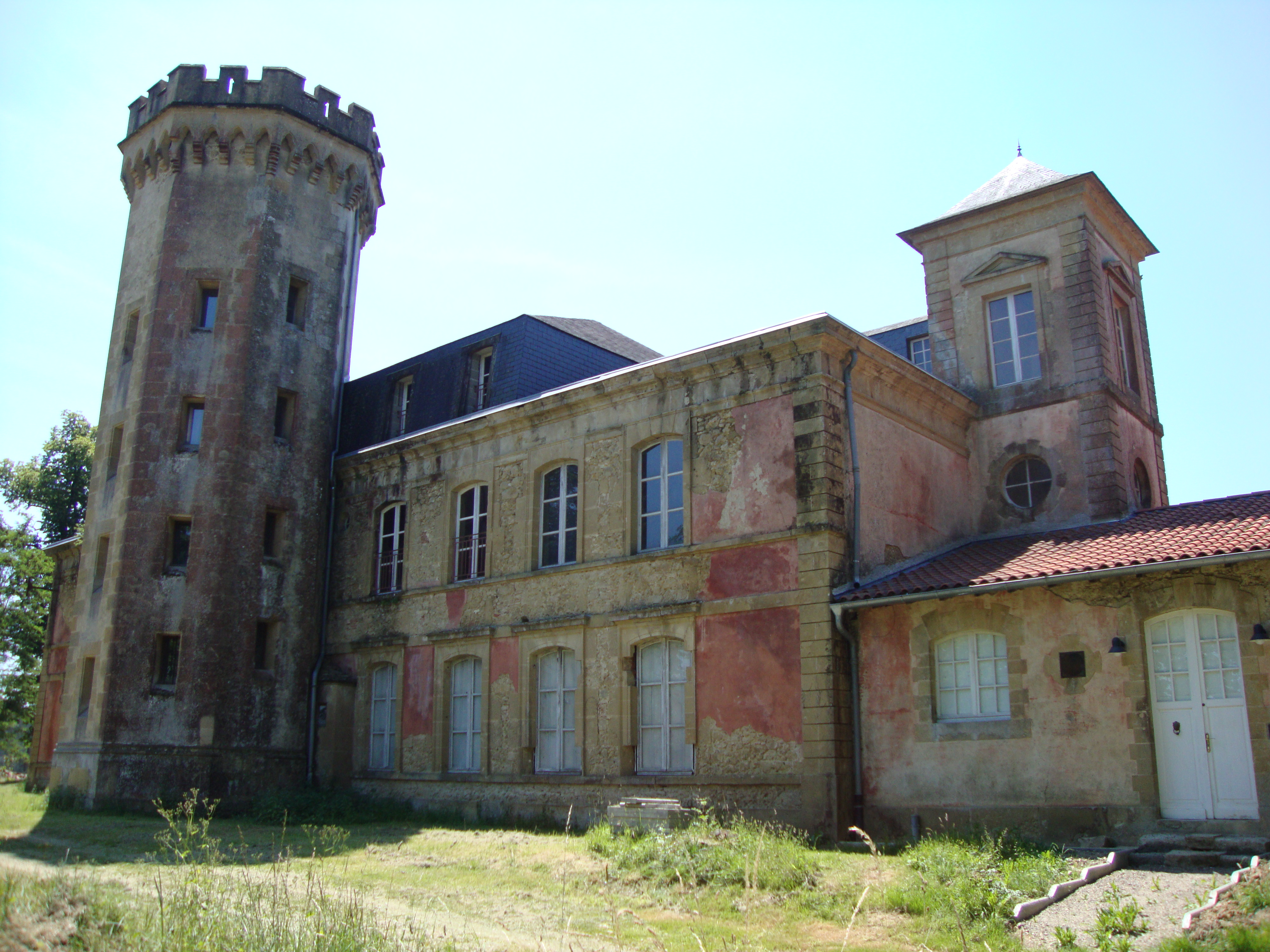
Здание с башнями
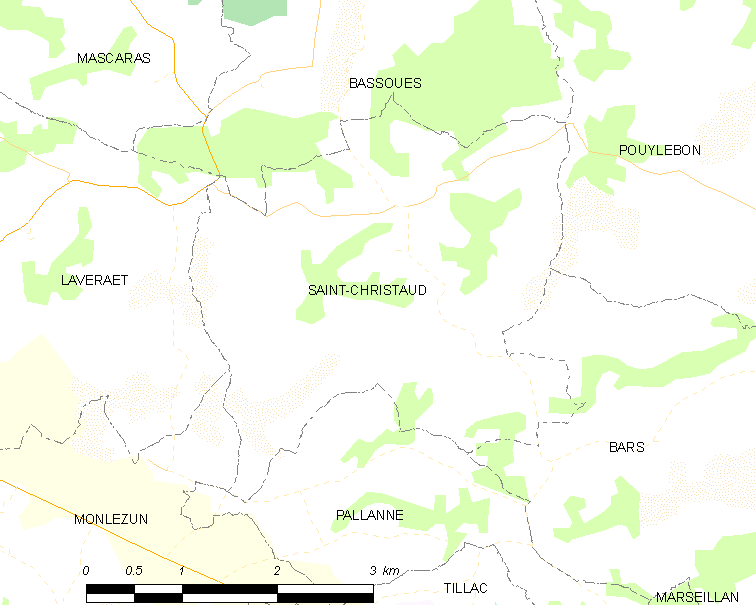
Карта коммуны